# William Ragsdale
William Ragsdale (El Dorado, Arkansas; 19 de enero de 1961) es un actor estadounidense conocido por su papel del adolescente Charley Brewster en las películas Fright Night (1985) y Fright Night II (1988), ambas como protagonista junto al actor Roddy McDowall. 
A lo largo de su carrera ha actuado en películas como Mannequin Two: On the Move (1991), The Reaping (2007), entre otras. Entre 1991 y 1994 protagonizó la serie de televisión Herman's Head.
En 1999 se casó con la actriz Andrea Ragsdale, con la que ha tenido un hijo.

## Filmografía
- Wonderful World (2009) .... Buford Parks
- Living Proof (2008) .... Andy Marks
- What Just Happened (2008) .... Agente #1
- L.A. Blues (2007) .... Paul Cooper
- The Reaping (2007) .... Sheriff Cade
- The Last Time (2006) .... Rogers
- Road House 2: Last Call (2006) .... Cooper
- For One Night (2006) .... Earl Randall
- Big Momma's House 2 (2006) .... Bob
- Campus Confidential (2005) .... Director Glavin
- Pizza My Heart (2005) .... Tommy
- Romy and Michele: In the Beginning (2005) .... Kevin
- The Madam'Family: The Truth About the Canal Street Brothel (2004) .... B. B. Boudreaux
- Just a Little Harmless Sex (1998) .... Brent
- Bunk Bed Brothers (1996) .... Matt Archer
- Favorite Deadly Sins (1995) .... Todd Farrit
- Frankenstein: The College Years (1991) .... Mark Chrisman
- Mannequin Two: On the Move (1991) .... Jason Williamson/Príncipe William
- Wally and the Valentines (1989) .... Wally Gillis
- Fright Night II (1988) .... Charley Brewster
- Smooth Talk (1985) .... Jeff
- Fright Night (1985) .... Charley Brewster
- Screams of a Winter Night (1979) .... El chico - Empleado de la estación de servicio

### Series de televisión
- Justified .... Gary Hawkins (5 episodios, 2010)
- Cold Case .... Glenn Drew '67 (1 episodio: "The brush man", 2009)
- Medium .... Russell Furlong (1 episodio: "A cure for what ails you", 2008)
- Without a Trace .... Robert Newton (1 episodio: "Hard reset", 2008)
- Entourage .... Frank Giovanello (Episodio: The day fuckers", 2007)
- Desperate Housewives .... Scott McKinney (1 episodio: "What would we do without you?", 2007)
- The Game .... Rick (1 episodio: "The big chill", 2007)
- The War at Home .... Doctor (1 episodio: "The graduate", 2007)
- Crossing Jordan .... Bob (1 episodio: "Shattered", 2007)
- Still Standing .... Dan Goldman (1 episodio: "Still graduating", 2006)
- The Bad Girl's Guide .... Mr. Dooley (1 episodio: "The guide to baby talk", 2005)
- Less Than Perfect .... Mitch Calgrove (4 episodios, 2004)
- Curb Your Enthusiasm .... Anthony, el ER Doctor (1 episodio: The 5 wood, 2004)
- Miss Match .... Russell Dixon (1 episodio: "Pilot", 2003)
- Judging Amy .... Charles Duff (5 episodios, 2000-2003)
- Grosse Pointe .... Rob Fields (17 episodios, 2000-2001)
- Brother's Keeper .... Porter Waide (12 episodios, 1998-1999)
- Ellen .... Dan (4 episodes, 1994-1997)
- Hope & Gloria .... Danny Saterfield (2 episodios, 1996)
- American Pie (1996) Serie de televisión
- Herman's Head .... Herman Brooks (71 episodios, 1991-1994)

## Teatro
- Biloxi Blues (1985), de Neil Simon.